# Sakai Shuichi
Sakai Shuichi (sinh ngày 13 tháng 5 năm 1996) là một cầu thủ bóng đá người Nhật Bản.

## Sự nghiệp câu lạc bộ
Sakai Shuichi hiện đang chơi cho Roasso Kumamoto.